# Mine de Falcondo
La mine de Falcondo est une mine à ciel ouvert de nickel et de fer située en République dominicaine. Elle appartient à Xstrata à 85,26 %. Sa production a débuté en 1971.